# Monasterio de San Juan de Montealegre
San Juan de Montealegre, también San Juan de La Silva, fue un monasterio situado dentro del término municipal de Villagatón, en la provincia de León, comunidad autónoma de Castilla y León, España. Situado entre las localidades de Torre del Bierzo, La Silva y Montealegre, fue parroquia de este último y está dentro de su jurisdicción administrativa.

## Historia

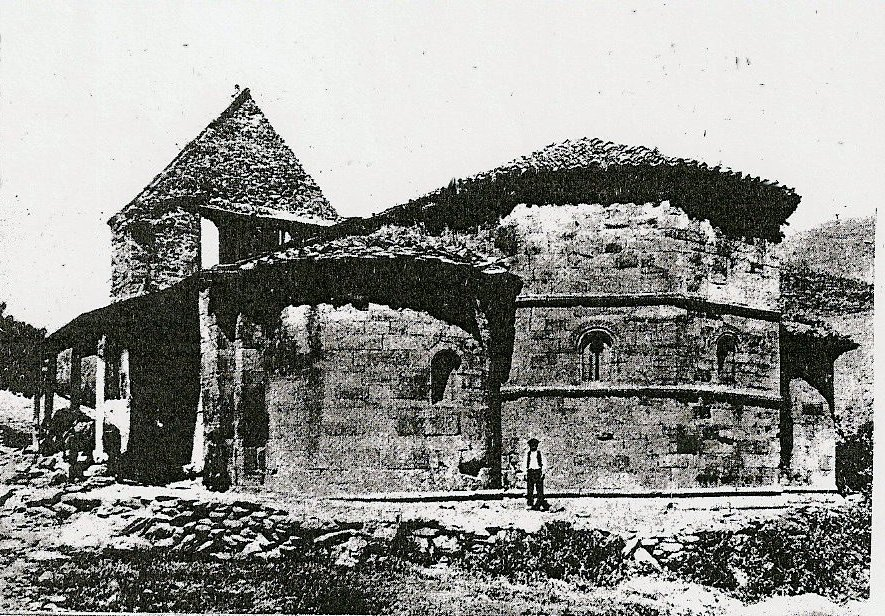
Imagen del Monasterio de San Juan de Montealegre a principios del, antes de que su abandono, destrucción y expolio lo llevará a desaparecer casi por completo

Se encuentra situado en la calzada romana de Vía Nova. Albergó dentro de la iglesia dos miliarios de esta vía,  uno sosteniendo el púlpito y otro a un lado del altar mayor.
Fundado, probablemente, en el siglo X, las primeras referencias de su existencia las encontramos en el Concilio de Irago, en el 946, en el que figura como asistente a dicho Concilio su abad, llamado Pimolo. En aquella época el Monasterio se llamaba San Martín de Montes. En 1203, tras convertirse en hospicio de la Orden Hospitalaria, su advocación se puso bajo San Juan, añadiéndosele Montealegre por ser esta la parroquia del pueblo.
En el siglo XVI se construye la singular espadaña de la iglesia, de muros de más de tres metros de espesor.
Tras la Desamortización de Mendizábal, en el siglo XIX, comienza su decadencia que ha llevado a que hoy solo se conserven ruinas de la iglesia, que a principios de siglo se conservaba integra. No obstante, acciones populares, promovidas por las juntas vecinales de La Silva, Manzanal y Montealegre, se afanan en su recuperación y conservación.

## Descripción
Solo se conservan las ruinas de la iglesia. Dichas ruinas son románicas, excepto la espadaña del siglo XVI. 
De su nave y crucero apenas se conservan más que marcas en el terreno.
Su cabecera la componen tres ábsides semicirculares al interior y al exterior, excepto el central que es poligonal al exterior y de mayor altura con una bella ventana conservada íntegramente. El izquierdo conserva en su bóveda pinturas murales con motivos geométricos.
Destacar los restos de la bella decoración ajedrezada, los arquitos murales con decoración de billetes, sus magníficos modillones y sillería con marcas de hasta seis canteros diferentes.
En su espadaña se conserva parte de la escalera de caracol que daba acceso a su parte superior.

### Estado
Se encuentra inscrito en la Lista verde, apartado Patrimonio religioso, Conventos y monasterios, de la asociación Hispania Nostra, en que «se incluyen los bienes que han sido retirados de la Lista Roja al desaparecer el riesgo que presentaban».
En la correspondiente ficha se detalla su estado de conservación, en ruinas y víctima de saqueos. Se señala, así mismo, que solo se conservan las ruinas de la iglesia, encontrándose en la actualidad cercado con alambre tras proceder a su limpieza.